# Guy Mengual
Pour les articles homonymes, voir Mengual.
Guy Mengual, né le 16 octobre 1959 à Sidi Bel Abbès (Algérie), est un footballeur français. 
Il évolue au poste d'attaquant. Il marque 25 buts en 107 matchs de première division française.

## Biographie
Venu de l'AS Creil, Mengual signe au FC Metz en 1977, où il découvre brièvement la D1, puis l'année suivante rejoint l'AS Monaco, dont il devient un élément régulier de l'équipe réserve, en D3. En 1981-1982, il joue trois matchs en équipe première, remportant du coup le titre de champion de France de son club, puis intègre le groupe pro. 
Il signe en 1983 à l'OGC Nice, en D2. Pour sa première saison il inscrit 11 buts en 31 matchs de championnat, puis perd progressivement sa place de titulaire alors que Nice retrouve l'élite. En 1986, il retourne en D2, au FC Sète, où il marque 27 buts en deux saisons de championnat. Puis signe à l'AS Cannes, en D1. En 1989-1990 il inscrit 13 buts en 33 matchs, sa saison record. Après trois années réussies, il termine sa carrière professionnelle à Châteauroux, en D2, avant de jouer en amateur au Stade de Vallauris, en D3, de 1992 à 1994,.
En 2012, il devient l'entraîneur adjoint de Claude Puel responsable des attaquants à l'OGC Nice, où il était jusque-là responsable des moins de 19 ans.